# Таагепера, Рейн
Рейн Таагепера (эст.  Rein Taagepera; 28 февраля 1933, Тарту, Эстония) — американский и эстонский политолог, профессор Калифорнийского университета в Ирвине.

## Биография
Родился в 1933 году в Тарту. В 1944 году его семья покинула Эстонию перед занятием её советскими войсками. Среднюю школу окончил в Марракеше (Марокко).
Профессиональное образование по физике получал в Канаде и США. В 1965 году в Делавэрском университете защитил докторскую диссертацию по физике. Впоследствии переключился на политологию, получив степень магистра по международным отношениям в Делавэрском университете (1969).
Научные исследования сосредоточил на количественных прогностических логических моделях, избирательных и партийных системах, финно-угорском страноведении. В соавторстве с Маркку Лааксо является разработчиком концепта эффективного числа политических партий (ENPP).
В 1991 году вернулся в Эстонию. Работал деканом и профессором (1994—1998) Школы социальных наук Тартуского университета.
Участвовал в качестве в качестве кандидата в выборах президента Эстонии в 1992 году, заняв 3-е место.
В 2008 году удостоен международной награды в области политологии Премии Юхана Шютте.

## Основные работы
- Seats and Votes: The Effects and Determinants of Electoral Systems, 1989, co-author
- Estonia: Return to independence, 1993
- The Baltic States: Years of Dependence, 1940—1990, 2nd edn. 1993, co-author ISBN 0-520-08228-1
- The Finno-Ugric republics and the Russian state, 1999
- «Meteoric trajectory: The Res Publica Party in Estonia» (2006), Democratization 13(1): 78-94. the original conference paper as pdf file This essay gives a moderately candid account of Taagepera’s Res Publica chairmanship and his evaluation of the party and its rise and fall.
- Predicting Party Sizes: The Logic of Simple Electoral Systems, 2007 ISBN 0-19-928774-0
- Making Social Sciences More Scientific. The Need for Predictive Models, 2008 ISBN 0-19-953466-7
- Parsimonious model for predicting mean cabinet duration on the basis of electoral system (with Allan Sikk), Party Politics, 2010.